# I. Pürrhosz épeiroszi király
Pürrhosz (Kr. e. 318 k. – Argosz, Kr. e. 272) Épeirosz és rövid ideig Makedónia királya volt, akit leginkább a dél-itáliai görög városállamoknak a Római Köztársaság ellen vívott ún. tarentumi háborújának vezetőjeként ismernek. Kora egyik legjobb hadvezérének tartották.

## Családja, származása
Atyja, Aiakidész a molosszosz királyi házhoz tartozott, mely Akhilleusz Pürrhosz nevű fiához vezette vissza eredetét, aki a hagyomány szerint a trójai háborút követően Épeiroszban telepedett le. Aiakidész unokatestvére volt I. Alexandrosz királynak, aki II. Philipposz makedón király veje és nővére, Olümpiasz révén sógora, illetőleg Nagy Sándor nagybátyja volt. Pürrhosz anyja, Phthia szintén neves ősökkel büszkélkedhetett: Pharszaloszi Menón, a lamiai háború egyik vezére volt az apja. Amikor Kr. e. 326-ban Alexandrosz meghalt, Aiakidész örökölte a trónt.
Aiakidész támogatta Olümpiaszt a diadokhoszok háborúskodásában, de makedóniai vállalkozását Kasszandrosz meghiúsította, mire az épeirosziak távollétében megfosztották trónjától, és híveit leöldösték (Kr. e. 315 k.).

## A diadokhosz-harcokban
Pürrhosz ekkor még kétéves gyerek volt, akit nagy nehézséggel sikerült csak kimenekítenie atyja támogatóinak. Glaukiasz, az illírek királya fogadta be udvarába, és saját gyermekeivel együtt neveltette fel. Aiakidész hamarosan elesett a harcban, utódja fivére, II. Alketasz lett. Miután Alketasz meghalt, Démétriosz Poliorkétész pedig visszaszorította Kasszandroszt, Glaukiasz Kr. e. 306 körül restaurálta a 12 éves Pürrhosz királyságát. Gyermek lévén régenstanács kormányzott helyette, ráadásul uralma alig öt évig tartott: mivel Démétriosz Anatóliába sietett, hogy segítsen apjának, I. Antigonosz Monophthalmosznak Kasszandrosz, Lüszimakhosz, Ptolemaiosz és Szeleukosz támadását kivédeni, Kasszandrosznak elég ereje maradt arra, hogy az épeiorosziakkal elűzesse Pürrhoszt, melyet I. Alexandrosz fia, II. Neoptolemosz szerzett meg.
A 17 éves ifjú sógorához, Démétrioszhoz csatlakozott, és részt vett a Kr. e. 301-es ipszoszi csatában, ahol kitűnt vitézségével. Hősiessége azonban nem volt elegendő a győzelemhez: Antigonosz elesett a harcmezőn, Pürrhosz pedig Démétriosszal együtt elmenekült. Rokonát nem hagyta cserben, így amikor az békét kötött Ptolemaiosszal, vállalta, hogy túszként Egyiptomba menjen. Itt hamarosan Bereniké királynő kegyeibe férkőzött, és feleségül vehette annak előző férjétől származó lányát, Antigonét. Ptolemaiosz flottát biztosított számára, amivel visszaszerezhette királyságát. (Erre minden bizonnyal Kr. e. 297 után került sor, amikor Pürrhosz régi ellenfele, Kasszandrosz meghalt.)
Épeiroszban ekkor II. Neoptolemosz uralkodott, aki zsarnokoskodásai miatt rendkívül népszerűtlen volt. A visszatérő királyfi számos támogatóra tett szert, és elérte, hogy riválisával megosszák a hatalmat, majd elkerülendő saját vesztét, megölette Neoptolemoszt (Kr. e. 295).

## Épeirosz királya
A huszonhárom éves, energikus király rendkívüli népszerűségre tett szert népe és hadai körében. Óriási vállalkozókedv jellemezte: amint biztosította trónját, Makedónia meghódítását kezdte fontolgatni, ami kiindulópontot jelentett volna számára Hellasz meghódításához. Segítségére volt, hogy Kasszandrosz fiai, Alexandrosz és Antipatrosz marakodtak az örökségen, és az előbbi őt hívta segítségül. Pürrhosz a makedónok nyugati tartományaiért (Ambrakia, Akarnania, Amphilokhia egésze valamint Tümphaia és Paraueia egyes részei) cserébe hadba is vonult.
Az expedíció sikerrel zárult, Antipatroszt hamarosan legyőzték, bár kisebb keleti területeket megtarthatott. Pürrhosz a makedón tartományokkal megerősödve és az aitólok támogatását élvezve hamarosan új veszélyforrással volt kénytelen szembesülni. Alexandrosz ugyanis előzőleg vele együtt Démétrioszt is segítségül hívta Antipatrosz ellen, ám közelebb lévén, Pürrhosz gyorsabban reagált a kérésre. Démétriosz azonban nem tért vissza Athénba, inkább meggyilkoltatta Alexandroszt, és maga foglalta el Makedónia trónját (Kr. e. 294).

## Harc Démétriosz ellen
A két ambiciózus politikus között rövidesen kitört az ellenségeskedés, amelyet Deidameia, Pürrhosz nővére és Démétriosz hajdani felesége halálával már a rokoni kötelék sem enyhített. A háborúra Thébai Kr. e. 291-es lázadása adott okot, ami feltehetően Pürrhosz ösztönzésére robbant ki. Démétriosz maga vonult a város megbüntetésére, mire az épeiroszi király betört Thesszáliába, azonban vereséget szenvedett, és kénytelen volt visszavonulni. A thébai felkelés leverését követően Kr. e. 289-ben érkezett el a bosszú ideje Démétriosz számára.
Aitóliát kifosztva Pantaukhosz vezetésével hagyott makedón csapatokat a tartományban, majd bevonult Épeiroszba. A sors fintoraként ugyanebben az időben Pürrhosz már Aitólia felé tartott egy másik útvonalon, így míg Démétriosz különösebb ellenállás nélkül szerezte meg Épeiroszt és Kerkürát, ellenfele Pantaukhosz párbajban történő legyőzésével megfutamította az aitóliai makedónokat.
Épeirosz visszaszerzésére személyes indoka is volt Pürrhosznak. Antigoné halála után ugyanis három feleséget vett maga mellé, melyek külföldi szövetséget is jelentettek: egy illír és egy paión hercegnőt, valamint Agathoklész szürakuszai türannosz lányát, Lanasszát. Kerküra az utóbbi hozománya volt, ám megsértődött férjére, amiért az túl sok figyelmet fordított a két „barbár” feleségre. Lanassza ezért visszavonult Kerkürára, majd Démétriosz betörésekor felajánlotta neki a szigetet és saját kezét. Pürrhosz Kr. e. 288-ban így bosszúhadjáratot indított keletre, amit a betegeskedő makedón király sokáig nem tudott kivédeni, ám Edesszánál végül legyőzte a támadóját, aki kénytelen volt visszavonulni. Démétriosz igyekezett enyhe békét kötni az épeiroszi uralkodóval, mivel Ptolemaiosz, Lüszimakhosz és Szeleukosz ismét összefogott ellene, hogy megszerezzék ázsiai birtokait.
Pürrhosz csatlakozott a formálódó szövetséghez, amely még Európa területén kívánta legyőzni Démétrioszt. Kr. e. 287-ben Ptolemaiosz flottája megjelent a görög partoknál, Lüszimakhoz és Pürrhosz pedig a szárazföldön rohanta le Makedóniát. Démétriosz eleinte Lüszimakhosszal akart leszámolni, ám félve, hogy elégedetlen katonái átállnak Nagy Sándor veterán hadvezéréhez, inkább hajdani sógora ellen vonult. A megnyerő viselkedésű épeiroszi király azonban hasonlóan szimpatikusnak bizonyult a hadsereg számára, így a katonaság átállt hozzá. Miután Démétriosz álruhában elmenekült, Pürrhosz Makedónián Lüszimakhosszal volt kénytelen megosztozni, aki hamarosan az egész országot megszerezte a maga számára (Kr. e. 287 végén vagy Kr. e. 286 elején). Az épeiroszi király ezt követően néhány évre visszavonult országába, és nem bocsátkozott újabb vállalkozásba.

## A tarentumi háborúban

### Előkészületek
Pürrhosz Kr. e. 281-ben olyan felkérést kapott, amelyet nem utasíthatott vissza. A gazdag dél-itáliai Tarasz (latinul Tarentum) küldöttsége minden Magna Graecia-i görög nevében kérték, hogy szálljon hadba a támadó rómaiak ellen (lényegében zsoldosként bérelték fel, mivel nem volt saját hadvezérük). A hadjáratra 350 000 gyalogos és 20 000 lovas kiállítását ígérték. Ez nagy lehetőség volt az épeiroszi király számára, aki arról álmodozott, hogy Róma legyőzését követően megszerzi Szicíliát és Karthágót, majd a nagy nyugati területek uraként legyőzi görögországi ellenfeleit.
A siker érdekében az ígért csapatok mellé igyekezett saját hadakat is gyűjteni, amelyben a többi hadúr is támogatta: Antigonosz hajókat, Ptolemaiosz Keraunosz emberekkel, Antiokhosz pénzzel támogatta vállalkozását, hogy minél távolabb tudják maguktól a veszélyes epirotát, aki Antigonétől származó, 15 éves fiát, Ptolemaioszt bízta meg Épeirosz irányításával távollétében.
Kr. e. 280-ban 20 000 gyalogos, 3000 lovas, 2000 íjász, 500 parittyás és 20-50 elefánt élén szállt hajóra, előzőleg Milón vezetésével 3000 katonát küldött előre. Mivel türelmetlenül várta, hogy harcba szállhasson, kora tavasszal hajózott be, így egy komoly vihar szétszórta hajóit, és maga is majdnem odaveszett. Csak kevés katonával ért partot, bár később a flotta többi része is előkerült. A háborúkhoz nem szokott tarentumiaknak nem akaródzott hadba szállni az épeiroszi seregek mellett, ám Pürrhosz hamarosan szövetséges helyett uralkodóként kezdett el viselkedni: kötelező sorozásokat tartott, és bezáratott minden közösségi helyet (például a színházat).

### Az első összecsapás
Minden igyekezete ellenére a rómaiak korábban kezdték meg a hadműveleteket, mint ő. Marcus Valerius Laevinus consul Lucaniába vonult. Pürrhosz időhúzásként tárgyalni próbált, ám Laevinus azzal a lakonikus válasszal bocsátotta útjukra követeit, hogy az épeiroszi király törődjön a maga dolgával, és térjen haza. A molosszosz uralkodó nem tehetett mást: mielőtt itáliai szövetségesei csatlakoztak volna hozzá, saját hadai és a tarentumi csapatok élén kivonult, és Pandoszia valamint Hérakleia között, a Szirisz északi partján táborozott le.
A hérakleiai csatát a rómaiak kezdték, átkelve a folyón. Pürrhosz lovasságával támadt rájuk, majd mivel a hősies harc nem ért el eredményt, bevetette gyalogságát. A kemény ütközetben hétszer rontottak egymásra és váltak szét újra a katonák, és csak az elefántok bevetésével sikerült megfutamítani a rómaiakat. Az üldözést a thesszáliai lovasság fejezte be. A fejvesztetten menekülő rómaiak táborukat hátrahagyták a görögöknek. A király a harcmezőn a rómaiaknak is megadta a végtisztességet, a foglyokkal pedig nagylelkűen bánt.

### Róma alatt

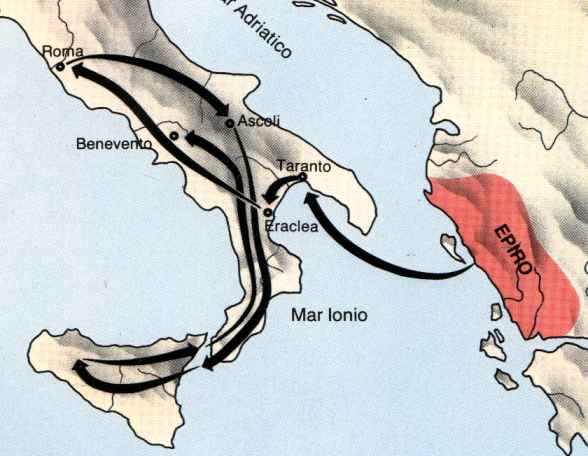
Pürrhosz dél-itáliai és szicíliai hadjárata

A hérakleiai csata után az addig kivárásra játszó szövetségesek özönleni kezdtek Pürrhosz zászlai alá, és Róma számos alattvalója is csatlakozott hozzá. Az épeiroszi király tanult a nagy veszteségekből, és lassú előrenyomulásba kezdett Közép-Itália felé, míg miniszterét, az őt kezdetben hadjárattól óva intő Kineaszt tárgyalni küldte Rómába. Felajánlotta, hogy kivonul Itáliából, ha Róma elismeri a görögök szabadságát, és kivonul a szamniszok, bruttiusok, lucanusok és apuliaiak nemrég megszerzett területeiről. A köztársaság helyzete olyan súlyosnak tűnt, hogy számos senator hajlandó lett volna elfogadni a békefeltételeket, amiben nagy szerepe volt Kineasz kiváló retorikai képességeinek. Hogy mégsem a defetista párt győzött a senatusban, az nagyrészt az idős Appius Claudius Caecus, a szamnisz háborúk hőse és a Via Appia építtetője hazafias lendületű beszédének köszönhető a történetírók szerint.
Kineasz tájékoztatta Pürrhoszt, hogy tárgyalásokkal nem mehet sokra, így az gyors előrenyomulásba kezdett. Laevinus, aki csapatai maradékaival Venusia coloniában húzta meg magát serege maradékaival, időközben két legiót kapott Rómából, de még így sem mert kiállni a túlerőben levő ellenféllel, ehelyett megelégedett a görögök követésével, illetve kis összecsapásokkal kívánta hátráltatni támadásukat.
Pürrhosz hamarosan elérkezett Praeneste városába, amit bevett. Rómától alig 24 mérföldnyire, egynapi menetelésre járt már, azonban ekkor hírt kapott arról, hogy az addig őt támogató etruszkokkal békét kötöttek ellenfelei, és Tiberius Coruncanius, a másik consul már visszatért hadseregével Rómába. A görögök jobbnak látták visszavonulni. A telet Taraszban töltötték, az év hátralevő részében nem tudunk harcokról.
Mihelyt megérkezett Taraszba, római követséget menesztettek hozzá a foglyok kiváltására. Egyes források szerint a nagylelkű Pürrhosz váltságdíj nélkül szabadon engedte túszait, míg Plutarkhosz és Appianosz leírása szerint hazaengedte őket a Saturnalia ünnepségére, de csak azzal a feltétellel, hogy vissza kell térniük, hacsak a senatus nem fogadja el a Kineasz által javasolt békét. Erre nem került sor, így a foglyok az ünnepséget követően visszatértek Pürrhoszhoz.

### Új vállalkozás
Kr. e. 279-ben Publius Decius Mus és Publius Mucius Saverrio consulok Apulia területén ütköztek meg Pürrhosz seregeivel. Az ausculumi csata Pürrhosz győzelmével zárult, aki az egyenetlen terepről a phalanxai számára alkalmas síkvidékre csalta a rómaiakat. Mivel azonban a római tábor túlzottan közel volt, az epiróták nem tudtak nagy veszteségeket okozni a menekülőknek, így a győzelem nem vont maga után komolyabb következményeket. Pürrhosz veszteségei, bár kisebbek voltak a rómaiakéinál, érzékenyen érintették, mert legtöbb kipróbált tisztje és sok értékes harcosa veszett oda. Állítólag azt mondta az ütközet után: „Ha még egy csatában győzünk a rómaiakon, végképp elveszünk.” (Innen a „pürrhoszi győzelem” kifejezés.) Pürrhosz kénytelen volt óvni csapatait, ugyanis saját katonái már megfogyatkoztak, és otthonról nem számíthatott erősítésre, mivel Görögországot ekkortájt rohanták le a kelták.
Pürrhosz számára ráadásul egy jóval könnyebbnek tűnő kihívás is adódott. A szicíliai görögök segítségért fordultak hozzá, hogy űzze ki Szicíliából a punokat. Mivel a rómaiak is minél távolabb kívánták tudni a hadvezért, Kr. e. 278-ban megköttetett a fegyverszünet (azon az ürügyön, hogy Pürrhosz egy áruló szolgája javasolta a senatusnak, hogy mérgeztesse meg urát, de a rómaiak visszaküldték, elutasítva a nemtelen győzelmet).
A fegyverszünet megkötését követően Pürrhosz azonnal átkelt Szicíliába. Bár a tarasziak követelték, hogy amennyiben nem harcol a csatamezőn, vigye el csapatait a városból, Milón vezetésével helyőrséget hagyott a városban. Lokroiban is maradt egy kevés katonája fia, Alexandrosz vezetésével. A szicíliai expedíció fantasztikus sikerekkel indult: a hősiességével kitűnő király gyors ütemben üldözte ki a punokat, és még Erüx erős helyőrségét is bevette. A karthágóiak úgy megrémültek, hogy hajókat és pénzt ajánlottak neki annak fejében, ha szövetségre lép velük.
A békejavaslatot a szicíliai görögök nyomására és saját dicsőségétől elvakítva elutasította, ám döntését nem igazolták az ezt követő események. Lilybaeumnál vereséget szenvedett a karthágóiaktól, mire tovaszállt verhetetlenségének nimbusza, és mind több görög érezte nyűgnek a háború folytatását. Az uralkodói ambíciókat dédelgető Pürrhosz ellen összeesküvések és felkelések kezdődtek, és az épeiroszi király bosszúja még több támogató elvesztését vonta maga után. Ilyen körülmények között nem csoda, hogy mintegy két év után, Kr. e. 276 őszén boldogan tett eleget itáliai szövetségesei hívásának.

### Vereség
Útban hazafelé a karthágóiak 70, Szicíliában zsákmányolt hajóját elsüllyesztették, a szárazföldön pedig a szürakuszai zsoldosok, a mamertinusok állták útját. Bár kemény harcban legyőzte őket, és bevonult Taraszba, hadainak minősége sokat romlott. Epirotái szinte mind odavesztek a csatákban, és csapatai zömét immár megbízhatatlan zsoldosok tették ki. Lokroi ráadásul időközben átállt a rómaiakhoz, így Pürrhosz kénytelen volt visszahódítani. Hogy kifizethesse zsoldosait, bizonyos epikureusok tanácsára elraboltatta a lokroi Perszephoné-templom kincseit, ám miután egy vihar visszafordította a taraszba induló szállítóhajókat, az istennő haragjától félve visszavitette a javakat. Ettől kezdve meggyőződésévé vált, hogy Perszephoné haragja üldözi őt.
Kr. e. 275-ben, Manius Curius Dentatus és Servilius Merenda consuli évében ért véget Pürrhosz számára az itáliai háború. Dentatus Samniumba, Merenda Lucaniába vonult, a hadvezér pedig megpróbált egyesével leszámolni velük. A Beneventum közelében állomásozó Dentatus ellen vonult, aki egymaga nem kockáztatott volna összecsapást, ezért Pürrhosz éjszaka akarta megtámadni a táborát. Ezúttal elszámította magát, mert a sötétben eltévedt a hadserege, és már csak nappal érkezett fáradtan a rómaiak tábora fölé. Az így okozott meglepetés már nem bizonyult elégségesnek a győzelemhez. Már a csata elején Pürrhosz számos zsoldosa megfutamodott, két elefántot sikerült elpusztítani, nyolcat pedig zsákmányul ejteni.
Az ütközet során a görögök egyik szárnya megfutamodott, de a másik elefántjai és phalanxai visszaszorították a rómaiakat. A táborból azonban olyan erős fedezettüzet kaptak a rómaiak a visszavonulás biztosítására, hogy az elefántok megvadultak, és megfordulva a görögöket tiporták el. A csata Pürrhosz teljes vereségével végződött, a molosszosz király alig néhány lovas élén tért vissza Taraszba. Miután a keleti hellenisztikus monarchiáktól hiába remélt segítséget, hajóra szállt, és hazatért Épeiroszba. A visszatérés reményében Milónt és csapatait helyőrségként Taraszban hagyta.

## Bukás
Hat év távollét után hazatérve Pürrhosznak alig 8000 gyalogosa és 500 lovaskatonája maradt, és még ezeket sem tudta saját pénzből fizetni, úgyhogy kénytelen volt háborút indítani. Célpontja Makedónia volt, amit most éppen II. Antigonosz Gonatasz, Démétriosz fia uralt. A keltákkal megerősített épeiroszi hadsereg váratlan sikereket ért el: ellenállás nélkül hódított meg számos várost, és amikor Gonatasz kivonult ellene, annak csapatai átálltak hozzá, és királyukként üdvözölték.
Pürrhosz Kr. e. 273-ban ismét Makedónia királya lett, ám továbbra sem zárkózott el a hadi vállalkozásoktól. A személyes inzultusoktól is felhergelt Kleonümosz, az elűzött spártai király bosszút állni hívta Pürrhoszt a Peloponnészoszra, aki a következő évben 25 000 gyalogos, 2000 lovas és 24 elefánt élén bevonult Lakónia síkságára. Spárta nem készült fel a támadásra, ráadásul Areusz király épp Krétán tartózkodott. Kleonümosz unszolása ellenére Pürrhosz nem akart támadni, mivel esteledett, ám az éjszaka folyamán a lakosság hihetetlen erőfeszítések árán árkot ásott az ellenséges táborral szemben, melynek végét szekértáborokkal zárták el. Akrotatosz, a király fia vezetésével másnap és harmadnap hősiesen feltartóztatták Pürrhosz támadásait – ráadásul addigra megérkezett Areusz is 2000 krétai és más szövetségesek élén.
A király végleg letett Spárta bevételéről, és úgy döntött: a Peloponnészoszon telelteti seregét. Ekkor kapott felkérést egy előkelő argoszitól, Ariszteasztól, hogy segítsen neki az Antigonosz támogatta riválisa, Arisztipposz ellen. Pürrhosz azonnal támadásba lendült, ám Areusz katonái folyamatosan zaklatták hadseregét. Az egyik összecsapásban legidősebb fia, Ptolemaiosz is odaveszett, amit a fájdalommal eltelt atya a gyermekét megölő spártai alakulat parancsnokának személyes kivégzésével bosszult meg.
Argoszba érve Antigonoszt egy közeli magaslaton találta, és nem volt hajlandó kimozdulni táborából. Közben az az argoszi párt, amely egyik király zsarnokoskodásából sem kért, követeket menesztett hozzájuk, kérve, hogy vonuljanak el. Antigonosz és Pürrhosz egyaránt beleegyezett a dologba, ám csak az előbbi küldött túszt biztosítékként. Éjszaka Ariszteasz beengedte a városba szövetségesét, aki hadserege zömét fia, Helenosz vezetésével a falakon kívül hagyta. Az argosziak azonban értesülve a támadásról, a Pürrhosz nyomában járó spártaiak kezére adták a fellegvárat, és az ellenpárt Antigonosz néhány alakulatát is a városba juttatta annak fia, Halküoneusz vezetésével.
Az épeiroszi király a helyzet láttán azonnal ki akart vonulni a városból, ezért utasította Helenoszt, hogy törje át a falakat a gyorsabb menekülést elősegítendő. Egy félreértés miatt azonban fia azon a kapun akart bevonulni, amin apja a távozást tervezte véghezvinni. A két oszlop találkozott, és a beálló káoszt szerencsétlen balesetek is fokozták (egy elefánt megvadult, egy pedig elesett a kapuban). A városból kivonulók hátvédjében harcoló Pürrhoszt egy gerely könnyebben megsebesítette, és a történet szerint amikor az őt megsebző argoszira rontott volna, annak anyja egy háztetőről nyakszirten dobta egy téglával.
A lováról lezuhant királyt az ellenség felismerte, és levágott fejét lelkesen Antigonoszhoz vitték, aki utasított a végtisztesség megadására. A 46 évesen elhunyt Pürrhosz maradványait az argoszi Démétér-templomban helyezték örök nyugalomra, más források szerint hazaküldték Épeiroszba.
Királyuk halálhírére az addig Taraszt védő Milón és épeiroszi helyőrsége megadta magát, ezzel lezárult a tarentumi háború.

## Emlékezete
Pürrhoszt a maga idejében kora legjobb hadvezérének tartották, és később is nagyra becsülték. Sokszor Nagy Sándoréhoz hasonlították a képességeit. Plutarkhosz szerint Hannibal úgy vélekedett, hogy Pürrhosz volt minden idők legnagyobb hadvezére, illetve egy másik változat szerint csak Nagy Sándor előzte meg. Kétségkívül kiváló képességű katona és megnyerő egyéniségű uralkodó volt, nagy valószínűséggel pusztán a nyughatatlansága és a kihívások örökös hajhászása gátolta meg abban, hogy korának legnagyobb uralkodójává válhasson.
Írt egy traktátust a hadvezetés művészetéről, melyet még Cicero korában is olvastak, és mind Plutarkhosz, mind Halikarnasszoszi Dionüsziosz felhasznált történeti munkájában. Műve mára elveszett.
Neve a „pirruszi győzelem” kifejezésünkben él, amely a túl sok áldozatot követelő eredményre utal.

## Családja és utódai
Halála után második fia, Alexandrosz örökölte trónját, aki befejezte atyja hadjáratát, és kiűzte Antigonoszt Makedóniából. Halálának estéjén másik fia, Helenosz is Antigonosz fogságába esett, de az nagylelkűen szabadon engedte.
Négy felesége ismert:
- Antigoné, Bereniké lánya
- Audoleón paión király lánya
- Birkenna, II. Bardülisz illír király lánya
- Lanassza, Agathoklész szürakuszai türannosz lánya

Ismert utódai:
- Ptolemaiosz (Kr. e. 295 – Kr. e. 272) – Antigonétól
- Olümpiasz – Antigonétól; Alexandrosz felesége lett, később régensként kormányzott
- Alexandrosz – Lanasszától
- Néreisz – Lanasszától; Gelón szürakuszai türannosz felesége
- Helenosz – Birkennától
- Laodameia vagy Deidameia